# Референдум у Білорусі (2004)
17 жовтня 2004 року в Білорусі пройшов ініційований президентом Лукашенком референдум. Референдум був призначений указом президента від 7 вересня 2004 року №431 і був суміщений з парламентськими виборами. 

## Питання
Питання на референдум виносилося одне і звучало так: «Чи дозволяєте Ви першому Президенту Республіки Білорусь О. Г. Лукашенку участь у ролі кандидата в Президенти Республіки Білорусь у виборах Президента і чи приймаєте частину першу статті 81 Конституції Республіки Білорусь у такій редакції: «Президент обирається на п'ять років безпосередньо народом Республіки Білорусь на основі загального, вільного, рівного і прямого виборчого права при таємному голосуванні?» 
Водночас згідно зі ст. 112 Виборчого Кодексу «на республіканський референдум не можуть виноситися питання: … пов'язані з обранням і звільненням Президента Республіки Білорусь…».

## Попереднє опитування
За результатами Всебілоруського опитування громадської думки, проведеного The Gallup Organization / Baltic Surveys у кінці вересня 2004 року, за зміну Конституції були готові проголосувати 39% опитаних, проти — 32,5%, решта на той момент ще не визначилися.

## Результати
За повідомлення ЦВК Білорусі за проголосували 5 548 477 громадян, що становить 79,42 відсотка від числа громадян, внесених до списків для голосування. Проти схвалення винесеного на референдум питання проголосували 691 917 громадян, що становить 9,90 відсотка від числа громадян, внесених до списків для голосування. Число бюлетенів, визнаних недійсними, склало 67 001. 
У результаті референдуму Олександр Лукашенко отримав можливість брати участь у президентських виборах необмежену кількість разів (раніше конституція передбачала лише два президентські терміни поспіль) і взяв участь у виборах 2006 та 2010 років.